# James Edward Walsh
Pour les articles homonymes, voir James Walsh (homonymie) et Walsh.
James Edward Walsh, né le 30 avril 1891 à Cumberland (Maryland) et mort le 29 juillet 1981 à Ossining (État de New York), est un missionnaire américain, membre de la société catholique Maryknoll et évêque en Chine.

## Biographie
James Edward Walsh naît deuxième enfant d'une famille qui en compte neuf. Il travaille comme pointeur dans une aciérie, jusqu'à ce qu'il entre dans la toute nouvelle Société des Missions étrangères de Maryknoll et qu'il y soit ordonné prêtre en 1915, le deuxième de cette société. Celle-ci envoie pour la première fois en Chine un groupe de quatre missionnaires dont il fait partie, en 1918. Les autres sont Thomas Frederick Price (cofondateur de la société et supérieur du groupe), le serviteur de Dieu Francis Xavier Ford et Bernard Meyer.
De larges pans du pays s'enfoncent dans la guerre civile ou sont aux mains de seigneurs de la guerre, tandis que disettes, calamités naturelles et épidémies frappent périodiquement.

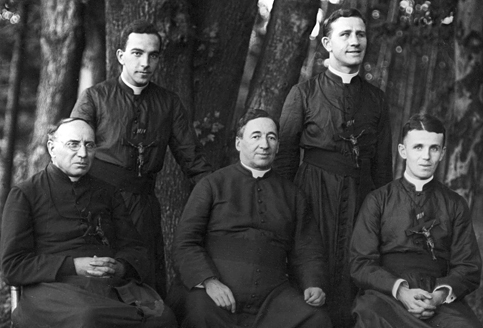
Assis de g. à dr. les PP. Thomas Frederick Price et James Anthony Walsh (cofondateurs) et James Edward Walsh; debout les PP. Francis Xavier Ford et Bernard Meyer, avant leur départ en 1918.

Le père Walsh et le père Meyer sont les premiers à arriver, les deux autres quelques semaines plus tard. Ils s'installent quelque temps à Hong Kong le 30 octobre 1918 à la mission de France, puis démarrent leur mission à Yeung Kong.
En 1927, il est nommé évêque in partibus de Sata (de) et  vicaire apostolique de Kong Moon (aujourd'hui diocèse de Jiangmen) et consacré évêque le 22 mai 1927 à l'île de Sancian où mourut saint François Xavier, le 3 décembre 1552.
En 1936, il retourne aux États-Unis pour diriger Maryknoll, jusqu'en 1946. Il sacre évêque le 11 juin 1940 Raymond Lane, vicaire apostolique en Mandchourie. En 1948, le Saint-Siège lui demande de diriger à Shanghaï le Bureau catholique central qui coordonne les activités missionnaires de Chine. Mais le parti communiste chinois est victorieux en 1949 dans toute la Chine et poursuit une politique de persécution à l'égard des religions, dont le catholicisme, considéré comme une religion étrangère, en premier chef. Le Bureau est fermé par le gouvernement en 1951. Il est arrêté à plusieurs reprises et relâché, doit changer de lieu d'habitation fréquemment. La plupart des missionnaires sont emprisonnés ou expulsés. Mgr Ford est martyrisé à Canton en février 1952.
Mgr Walsh est de nouveau arrêté en 1958 (il a 67 ans) et condamné par un tribunal populaire à vingt ans d'emprisonnement. Il est relâché le 10 juillet 1970 et expulsé à Hong Kong, colonie britannique. C'est le dernier missionnaire étranger à avoir été libéré des geôles communistes chinoises.
Il retourne aux États-Unis, après avoir été reçu sur le chemin du retour en audience privée à Rome par Paul VI, et meurt à la maison mère de Maryknoll à l'âge de 90 ans en 1981.

## Succession apostolique
James Edward Walsh a ordonné les évêques suivants :
- Évêque Raymond Aloysius Lane, M.M. (1940)
- Évêque Matteo Aloisio Niedhammer y Yaeckle (en), O.F.M.Cap. (1943)